# Osmanska Bosnien och Hercegovina
Osmanska Bosnien och Herzegovina var en historisk provins inom det Osmanska riket mellan 1463 och 1908. 
Den bildades sedan det Osmanska riket hade erövrat Kungariket Bosnien. 
Det efterträddes av Österrikiska Bosnien och Herzegovina (1878–1918).